# Beyla
Beyla je v germánské mytologii služebnice boha Freye a to se svým manželem Byggvirem. Některými pohany je uctívána jako bohyně včel a medoviny. Jméno Beyla znamená "kráva", "fazole" či "včela".
Je zmíněna v Poetické Eddě v kapitole Lokasenna:
Odstavec 55:
| „ | Beyla qvaþ: «Fioll a/ll scialfa, hygg ec a for vera heiman Hlorriþa; hann reþr ró þeim er rogir her goð a/ll oc gvma.» | Beyla řekla: „Hory se chvějí, Hlorridi, myslím vládce, se vrací z výprav. Ten jistě hned zkrotí kdy zlými slovy bohům i lidem laje.“ | “ |

Odstavec 56:
| „ | Loci qvaþ: «Þegi þv, Beyla! þv ert Byggviss qven oc meini blandin mioc; okynian meira coma meþ asa sonom, a/ll ertv, deigia! dritin.» | Loki řekl: „Mlč jen, Beylo, Byggviho ženo, tvůj jazyk je jak hadí jed. Největší pohanou jsi mezi potomky ásů, ty špinavá škeble!“ | “ |